# Aida Karina Estrada
Aida Karina Estrada Abril de Jaén (sinh năm 1986) là người chiến thắng cuộc thi sắc đẹp Guatemala.
Estrada là Miss Teen Guatemala năm 2004, Hoa hậu Hoàn vũ Guatemala năm 2005 và Nữ hoàng Cà phê Quốc tế năm 2006 và cũng là thí sinh trong cuộc thi Hoa hậu Hoàn vũ, năm 2006.
Cô kết hôn với Juan Pablo Toledo năm 2009.
Và sau đó và cuối cùng cô kết hôn với Leonardo Jaén vào năm 2013.